# Bzisjevi
Bzisjevi (en georgiano: ბზისხევი) es una aldea que pertenece a la parcialmente reconocida República de Osetia del Sur, parte del distrito de Znaur, aunque de iure pertenece al municipio de Tighvi de la región de Iberia Interior de Georgia.

## Geografía
Bzisjevi está situado en la ladera oriental de la cordillera de Liji, a orillas del río Lopanishli, a 30 kilómetros de Kornisi. 

## Demografía
Según los distintos censos, la composición étnica de la aldea era la siguiente:
|              | 1916      | 1916       |
| Grupo étnico | Población | Porcentaje |
| ------------ | --------- | ---------- |
| Georgianos   | 61        | 100%       |
| Osetios      | 0         | 0%         |
| Total        | 61        | 100%       |